# Hasse Andersson
Hasse "Kvinnaböske" Andersson (født Hans Olle Andersson d. 28. januar 1948 i Malmø) er en svensk sanger, komponist, tekstforfatter og guitarist. En af hans mest berømte sange er "Änglahund", der blev en stor hit i Danmark, da den blev oversat til dansk og sunget af Teddy Edelmann under titlen "Himmelhunden".
Hvad der også er værd at nævne, er Hasse Anderssons album En Halvdansk, hvor de fleste af sangene er svenske oversættelser af sange af John Mogensen.
I 2015 havde Hasse Andersson stor succes i det svenske Melodi Grand Prix med sangen "Guld och Gröna Skogar", hvor den endte på fjerdepladsen i finalen.

## Diskografi

### Sonet Grammofon 1980-1990
- 1980 - Du Ska Inte Kasta Sten...
- 1981 - Annat Var Det Förr
- 1982 - Änglahund
- 1983 - Höstens Sista Blomma
- 1984 - Hasse Andersson Med Lånade Låtar Och Vänner Till Hjälp (med Peps Persson og Siw Malmkvist)
- 1985 - 'Tie Bilder
- 1986 - Jul I Kvinnaböske
- 1987 - Mellan Himmel Och Jord
- 1990 - En Halvdansk

### Slowfox Grammofon
- 1991 - Från Mitt Fönster
- 1993 - Hasses Bästa Volym 1
- 1994 - Från Mitt Hjärta
- 1996 - Jul I Hasses Lada
- 1997 - Den 14:e
- 1999 - Hasse & Monicas Bästa Volym 2
- 2000 - Boots & Nya Jeans
- 2002 - Änglahund - En Samling
- 2004 - Nära Dig
- 2006 - Här E' Ja'
- 2006 - 25 År I Änglahundens Spår
- 2008 - Edvard, Östen Åsse Jag
- 2010 - Hasses Jukebox
- 2012 - Låt Aldrig Ljusen Slockna
- 2013 - Jag Har Skrivit Mina Sånger
- 2016 - Det Bästa

### Mariann Grammofon
- 2015 - Guld Och Gröna Skogar
- 2015 - Den Bästa Julen

### Singler
- 1979 - Eva-Lena / En Ballad Om Ett Barn
- 1980 - Du Ska Inte Kasta Sten / Här E' Ja'
- 1981 - Skomagare Anton / Var É Natten?
- 1982 - Dans På Vejby Ängar / Vinterepos
- 1983 - Den Stora Sanna Kärleken / Ponnies (med Christina Lindberg)
- 1984 - Supportersamba / Missförståndslåten (med Pia Sundhage & Fotbollslandslagets Specialkör)
- 1984 - Tacka Vet Jag Mjölk Och Mackor / Arrendatorns Klagan
- 1984 - Käre John / Leka Med Elden (med Siw Malmkvist)
- 1985 - En Ballad Om Ett Barn / Psalm 355
- 1985 - Ät Aldrig Korv / Höllvikens Frivilliga Brandkår (med Östen Warnerbring)
- 1986 - Hemmets Veckotidnings Julskiva 1986 (med Siw Malmkvist)
- 1986 - Tomten / Stilla Natt
- 1986 - Blues This Christmas / Tomten (med Jerry Williams)
- 1987 - Heja Rögle / A Violin That Has Never Been Played (med Kerstin Dahlberg)
- 1987 - Måsen / Sommardansen
- 1988 - Slåtter Hos Nils Mats / Bjäreland
- 1990 - När Regnet Föll / Så Länge Jag Lever
- 1990 - Oooh Va Det Va "Hit" I Sommar / Oooh Va Det Va Kollt I Vinter (med Östen Warnerbring og Eva Rydberg)
- 1990 - Änglahund / I November
- 1991 - Du Är Så Fin / Lördagskväll
- 2015 - Guld Och Gröna Skogar